# Тетива

Части лука:
1 — рукоять
2 — плечи
3 — тетива

Тетива́ (тятива́, от праслав. *tętivа; церк.-слав. тѧтива, др.-рус. тѧтива, укр. тятива́, болг. тетива́, сербохорв. тети́ва, пол. cięciwa, бел. цецiва́) — эластичный шнур из растительных, животных или синтетических волокон, служащий для сгибания древка лука.
Тетива соединяет два конца древка и служит для запуска стрелы. Желательно, чтобы тетива как можно меньше весила, сопротивлялась трению и влаге. Масса имеет наибольшее значение в центре тетивы; один грамм лишней массы в середине тетивы замедляет стрелу так же, как 3,5 лишних грамма на концах тетивы.

## Виды тетивы
Наиболее часто тетиву делают простой, перекрученной или перевитой.
Простая тетива делается из нити, скрученной в один шнур. Такие тетивы использовались и продолжают использоваться во многих частях мира и их можно довольно быстро изготовить. Однако они слишком слабые для своего веса и могут прийти в негодность, если их не держать в постоянном натяжении. Обычно они крепятся к луку на каждом конце.

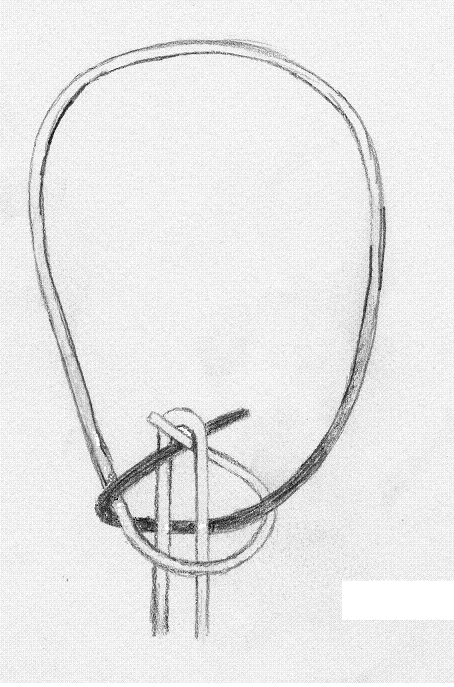
Лучниковская петля или среднеазиатский (хорасанский) узел

Перекрученная тетива традиционно используется в Европе и в Северной Америке и делается по большей части из природных материалов. При изготовлении широко используют льняные и пеньковые нити. Такой вид изготовления также используется для современных материалов. Перекрученная нить сделана из отдельных связок нитей и каждая связка индивидуально перекручена в одном направлении, а вся группа связок перекручена в другом направлении. Результатом является то, что такая тетива более прочная для того же груза, чем простая или перевитая тетива, и держится лучше, чем простая тетива. Другое преимущество состоит в том, что вся толщина тетивы проходит в зарубку на стреле, где износ тетивы обычно самый большой. Дополнительные нити также могут быть уложены в зарубки на луке для тетивы и для стрелы, — на участках наиболее вероятного износа тетивы. Тетива может прикрепляться к луку на каждом конце крепёжным узлом.
Традиционная "фламандская" тетива имеет петлю на одном конце, которая легче, чем большинство узлов, и соответствует зарубке на луке, когда тетива натянута или не натянута. Это сложно в изготовлении из-за короткой длины одного конца, на котором формируется петля, а перед тем делается перекручивание тетивы. Концы каждой связки затем кладутся в связку основной длины, которая, в свою очередь, также перекручивается. Японская тетива сделана обратным перекручиванием в различных направлениях в основном и внешних слоях тетивы.
Перевитая тетива делается из одного или многих витков материала. Современные тетивы часто делаются из одного протяжённого витка: затем он служит для придания окончательной формы. Недостатки заключаются в меньшем количестве волокон на концах, где наиболее вероятен износ; это может быть устранено постоянным уходом за тетивой.
Во многих частях Азии традиционные тетивы имеют один виток в центре с концами разной длины и завязанными специальным узлом. Такой способ позволяет использовать дополнительные волокна на концах тетивы, где вес менее важен, а износ сильнее.
Интересно, что на тетивах древнерусских и восточных луков ГИМ узлы точно такие же, какие на арабском Востоке в средние века считались наилучшими и носили название хорасанского узла.

## Материал тетивы
Традиционные материалы включают лён, пеньку, другие растительные волокна, сухожилия, шёлк и сыромятную кожу. В непредвиденных ситуациях может использоваться почти любое волокно. Природные волокна необычны для современного изогнутого лука или составного лука, но всё ещё эффективно применяются в традиционных луках из древесины или из составных частей.
Широко используются современные материалы с бо́льшим весом, чем у любого природного материала, и они в большей степени не подвержены воздействию воды. Эти материалы включают в себя:
Полиэтилентерефталат (ПЭТФ, полиэстер, лавсан, майлар, дакрон, PET) — прочность на нить = 22,5 кг, растяжение = 2,6 %. Из-за его прочности и растяжимости ПЭТФ обычно используется начинающими, в деревянных луках и в старых луках. Относительно высокая растяжимость вызывает меньшую отдачу по луку, что важно для изогнутых деревянных луков. Тетивы из данного материала легки в уходе и могут служить несколько лет.
Кевлар 7-11 — прочность на нить = 31,8 кг, растяжение = 0,8 %, также известен как арамид, — это полимер с высокой плотностью и диаметром меньше, чем у дакрона, результатом чего является бо́льшая скорость стрелы (примерно на 2 метра в секунду быстрее). Недостатками тетивы из этого материала являются увеличенная отдача в края лука из-за ограниченной степени натяжения и кевларовой тетивы хватает примерно на 1000 выстрелов до её разрыва из-за износа в том месте лука, где сделаны зарубки. Разрыв обычно бывает неожиданным и его трудно предугадать по предшествующим выстрелам.
Фастфлайт — прочность на нить = 45,5 кг, растяжение = 1,0 %, введён в 1990 году, — это материал из высокомолекулярного полиэтилена, также известного как "спектра". Это очень скользкий материал, поэтому при использовании его надо обёртывать, чтобы предотвратить соскальзывание стрелы. Для преодоления этой сложности был разработан специальный вспомогательный материал. Фастфлайт существенно заменил собой жидкокристаллические полимеры, подобные кевлару, в изготовлении тетив, так как он более износоустойчив и разрывается постепенно, а не сразу.
Фастфлайт S-4 — прочность на нить = 73 кг, растяжение менее 1,0 %, изготавливается из смешанного состава с 50 % фастфлайта и 50 % вектрана, что позволяет делать более тонкие нити. Тем не менее примерно половина нитей нужна для изготовления тетив из фастфлайта. Вектран — это жидкокристаллический полимер, похожий на кевлар. Смесь его с фастфлайтом устраняет многие проблемы с прочностью, связанные с жидкокристаллическими полимерами.
Дайнима — это материал из высокомолекулярного полиэтилена. По своим характеристикам он очень похож на фастфлайт, хотя имеет несколько большее растяжение. По этой причине многие стрелки из изогнутых луков предпочитают дайниму и находят его менее требовательным, чем фастфлайт.
Тетиву богатых русских луков XVI — XVII вв. изготовляли из шелковых нитей и сыромятного ремня.
Лучшим материалом для тетивы у арабов считалась кожа тощего верблюда.
Персы готовили иногда тетиву для своих луков из грубых волокон бамбука, которая действовала во всяких климатических условиях, но была слишком хрупкой.

## Обслуживание
Обслуживание тетивы заключается в использовании дополнительной нити, которой обычно оборачивают основную часть тетивы в местах зарубок на древке лука, где наиболее вероятно трение тетивы, а также использование петель, крепящих тетиву к древку лука.
Тетива не должна была подвергаться какой-либо деформации под влиянием климатических условий: ни вытягиваться, ни сокращаться, ни разбухать, ни усыхать, так как эти виды деформации очень вредно отражались на луке и делали стрельбу неэффективной, а иногда и совершенно невозможной.
Если тетива, надетая на лук, сильно вытягивалась, то тем самым она значительно ослабляла его в броске. Если же, наоборот, она сильно сокращалась (усыхала), то теряла свою прочность и эластичность, становилась более ломкой, хрупкой и могла легко порваться. А разрыв тетивы в момент наибольшего натяжения и даже в спокойном положении мог привести к поломке лука и к несчастному случаю со стрелком